# Диліївка (селище)
Дилі́ївка — селище Торецької міської громади Бахмутського району Донецької області, Україна. Населення становить 223 осіб. Відстань до Торецька становить близько 8 км і проходить автошляхом місцевого значення.

## Населення
За даними перепису 2001 року населення селища становило 223 особи, із них 34,08% зазначили рідною мову українську, 65,92% — російську.

## Видатні уродженці
- Рижков Микола Іванович — російський та радянський діяч.